# Chiang Fang-liang
Faina Chiang Fang-liang (chinês tradicional: 蔣方良, chinês simplificado: 蒋方良, pinyin: Jiǎng Fāngliáng; Orsha, 15 de maio de 1916 – Taipé, 15 de dezembro de 2004) foi a esposa do presidente Chiang Ching-kuo e atuou como primeira-dama da República da China em Taiwan de 1978 a 1988.

## Biografia
Faina Ipat'evna Vakhreva (em russo:  Фаина Ипатьевна Вахрева, em bielorrusso:  Фаіна Іпацьеўна Вахрава, Fayina Ipaćjeŭna Vachrava), nascida próximo a Orsha, Voblast de Viciebsk, em uma família bielorrussa que se mudou para Yekaterinburg durante a Primeira Guerra Mundial; ficou órfã em tenra idade e foi criada por sua irmã mais velha. Membro da Liga da Juventude Comunista da União Soviética, Vakhreva, com a idade de 16 anos, trabalhou para Chiang Ching-kuo no Uralmash. Eles se casariam dois anos depois, em 15 de março de 1935. Chiang seria exilado para trabalhar na Sibéria sob Josef Stalin depois que seu pai, Chiang Kai-shek, expulsou os esquerdistas do Kuomintang (KMT). O primeiro filho do casal, originalmente chamado Èrik (Эрик), porém mais conhecido pelo seu nome em chinês Hsiao-wen, nasceu em dezembro 1935. O casal teve mais dois filhos, Hsiao-wu e Hsiao-yung, e uma filha, Hsiao-chang. O restante de seus filhos nasceriam em diferentes partes da China, exprimindo os anos turbulentos como um oficial na China.
Em dezembro de 1936, Stalin finalmente concedeu a volta de Chiang para a China. Depois que o casal foi recebido por Chiang Kai-shek e Soong May-ling, em Hangzhou, viajaram para a casa de Chiang em Xikou, Zhejiang, onde realizaram uma segunda cerimônia de casamento. Chiang fang-liang ficou para trás para viver com a mãe de Chiang Ching-kuo, Mao Fumei. A ela foi atribuído um tutor para que aprendesse o mandarim, porém aprenderia, em vez disso, a forma local do chinês Wu, o Ningbo.
Quando Chiang Ching-kuo se tornou presidente, Fang-liang raramente executou as funções tradicionais de primeira-dama. Isto ocorreu em parte devido à sua ausência de educação formal, seu marido também incentivou-a para que não entrasse na política. Permaneceu em grande parte fora dos holofotes do público e pouco se sabia dela em uma atmosfera anticomunista no governo. Nunca mais voltou para a Rússia, e viajou para o exterior em apenas três ocasiões nos últimos 50 anos de sua vida, todas para visitar seus filhos e suas famílias. Em 1992, ela recebeu a visita de uma delegação, incluindo o prefeito de Minsk, capital da Bielorrússia. Foi a única vez que fez contato com alguém de sua terra natal.
Todos os seus filhos foram enviados para estudar em universidades estrangeiras - Hsiao-Wen para West Point e Park College, Hsiao-wu para Munique, Alemanha Ocidental e os filhos restantes para os Estados Unidos. Todos os três filhos morreram logo após a morte de Ching-kuo, em 1988: Hsiao-wen em abril de 1989, Hsiao-wu em julho de 1991, e Hsiao-yung em dezembro de 1996. Fang-liang então viveria nos subúrbios de Taipei.
Morreu de insuficiência respiratória e cardíaca decorrente de câncer de pulmão, com a idade de 88 anos. Seu funeral foi realizado em 27 de dezembro de 2004, com a presença do presidente Chen Shui-bian e da vice-presidente Annette Lu.